# Вулкан (місто)
Вулкан (рум. Vulcan) — місто у повіті Хунедоара в Румунії, що має статус муніципію. Адміністративно місту підпорядковані такі села (дані про населення за 2002 рік):
- Дялу-Бабій (216 осіб)
- Жіу-Парошень (1947 осіб)

Місто розташоване на відстані 244 км на північний захід від Бухареста, 62 км на південний схід від Деви, 124 км на північ від Крайови.

## Населення
За даними перепису населення 2002 року у місті проживали 29 740 осіб.
Національний склад населення міста:
| Національність   | Кількість осіб | Відсоток |
| ---------------- | -------------- | -------- |
| румуни           | 27154          | 91,3%    |
| угорці           | 2233           | 7,5%     |
| цигани           | 188            | 0,6%     |
| німці            | 109            | 0,4%     |
| українці         | 14             | < 0,1%   |
| поляки           | 11             | < 0,1%   |
| італійці         | 7              | < 0,1%   |
| серби            | 6              | < 0,1%   |
| росіяни-липовани | 4              | < 0,1%   |
| чехи             | 3              | < 0,1%   |
| турки            | 2              | < 0,1%   |
| словаки          | 1              | < 0,1%   |
| хорвати          | 1              | < 0,1%   |
| греки            | 1              | < 0,1%   |
| чанго            | 1              | < 0,1%   |

Рідною мовою назвали:
| Мова       | Кількість осіб | Відсоток |
| ---------- | -------------- | -------- |
| румунська  | 27582          | 92,7%    |
| угорська   | 2048           | 6,9%     |
| німецька   | 48             | 0,2%     |
| циганська  | 27             | 0,1%     |
| українська | 11             | < 0,1%   |
| польська   | 8              | < 0,1%   |
| російська  | 4              | < 0,1%   |
| італійська | 3              | < 0,1%   |
| турецька   | 2              | < 0,1%   |
| сербська   | 2              | < 0,1%   |
| чеська     | 2              | < 0,1%   |
| словацька  | 1              | < 0,1%   |

Склад населення міста за віросповіданням:
| Релігія                                       | Кількість осіб | Відсоток |
| --------------------------------------------- | -------------- | -------- |
| православні                                   | 24565          | 82,6%    |
| римо-католики                                 | 2250           | 7,6%     |
| реформати                                     | 1186           | 4,0%     |
| п'ятдесятники                                 | 625            | 2,1%     |
| греко-католики                                | 211            | 0,7%     |
| баптисти                                      | 164            | 0,6%     |
| унітарії                                      | 106            | 0,4%     |
| не релігійні                                  | 57             | 0,2%     |
| бретрени                                      | 35             | 0,1%     |
| атеїсти                                       | 31             | 0,1%     |
| адвентисти                                    | 16             | 0,1%     |
| старообрядці                                  | 13             | < 0,1%   |
| лютерани (Аугсбурзького сповідання)           | 9              | < 0,1%   |
| лютерани (Синодально-пресвітеріанська церква) | 8              | < 0,1%   |
| лютерани                                      | 5              | < 0,1%   |
| мусульмани                                    | 3              | < 0,1%   |
| не вказали релігію                            | 47             | 0,2%     |

## Зовнішні посилання
- Дані про місто Вулкан на сайті Ghidul Primăriilor [Архівовано 27 лютого 2012 у Wayback Machine.]